# 鲍勃·格里森
罗伯特·亚历山大·格里森（英語：Robert Alexander Greacen，1947年9月15日—），美国NBA联盟前职业篮球运动员。他在1969年的NBA选秀中第2轮第17顺位被密尔沃基雄鹿选中。